# La puntura/Sono Pippo col naso
La puntura/Sono Pippo col naso è un singolo di Pippo Franco, pubblicato dalla Lupus nel 1980.

## La puntura
La puntura è un brano musicale scritto dallo stesso Pippo Franco e Romano Bertola, su arrangiamenti di Gianni Mazza.
Il singolo ottenne un grande successo, raggiungendo il picco massimo della sesta posizione dei singoli più venduti, e divenne il ventinovesimo singolo più venduto del 1980.

## Sono Pippo col naso
Sono Pippo col naso è la canzone pubblicata sul lato B del singolo, scritta dagli stessi autori.

## Edizioni
Il singolo fu pubblicato in Italia con numero di catalogo LUN 4906 su etichetta Lupus. Esiste anche una rara versione con label gialla ed il crediti scritti in nero.